# Péninsule de Kertch
La péninsule de Kertch (en ukrainien : Керченський півострів, Kertchens'kyï pivostriv ; en russe : Керченский полуостров, Kertchenski polouostrov ; en tatar de Crimée : Keriç yarımadası) est une avancée de terre qui constitue la partie orientale de la péninsule de Crimée.
Le principal port de la péninsule est Kertch, qui lui a donné son nom moderne, ainsi qu'au détroit.

## Géographie

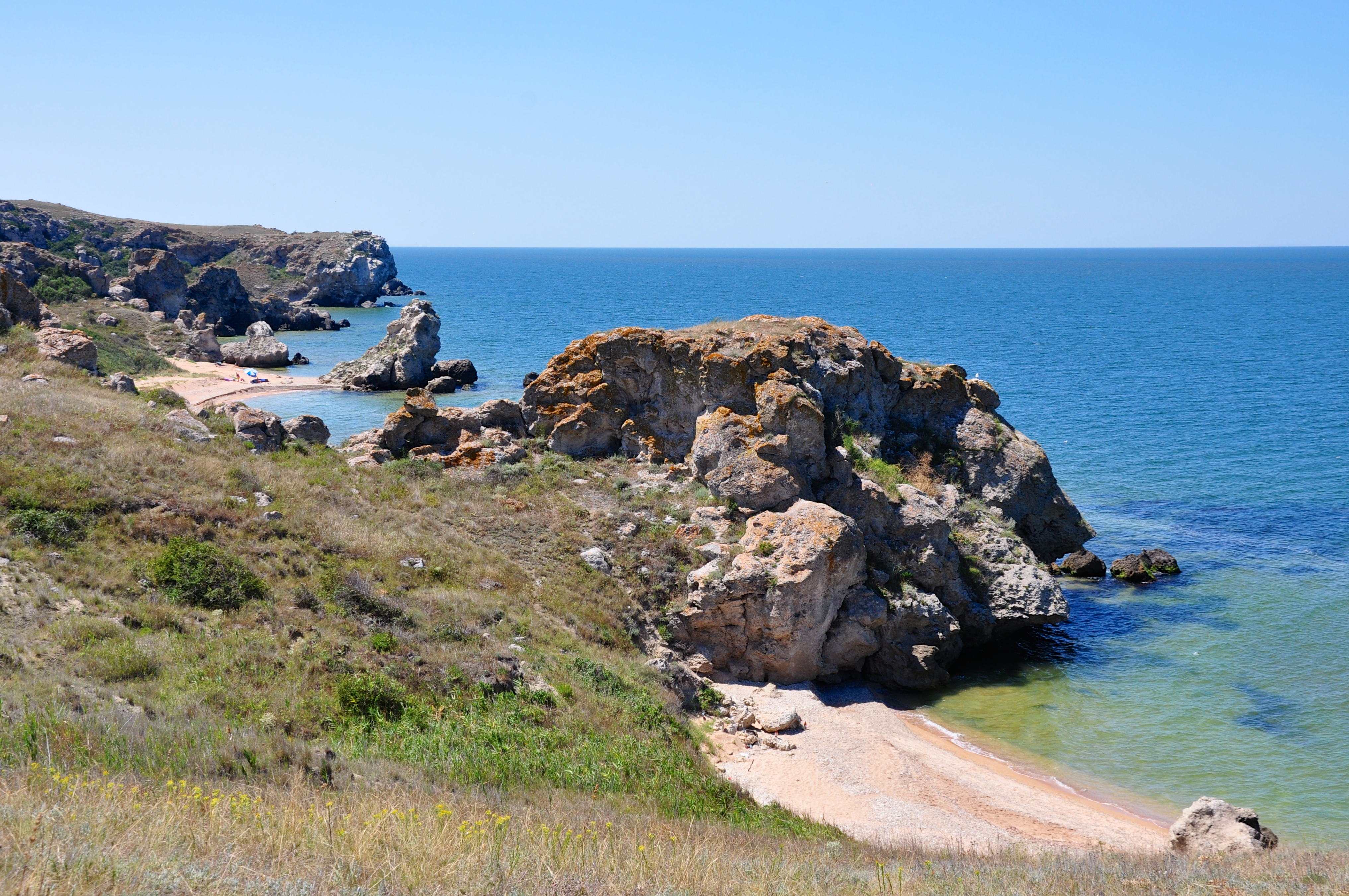
Littoral de la péninsule de Kertch dans le raïon de Lénine.

Elle est baignée par la mer d'Azov au nord, la mer Noire au sud et le détroit de Kertch à l'est qui la sépare de la péninsule de Taman, en Russie,
La péninsule, dont la superficie est d'environ 2 700 à 3 000 km2, s'allonge sur 90 km d'est en ouest. Sa largeur est de 17 km à l'ouest, au niveau de l'isthme de Parpatch, qui la relie au reste de la Crimée, mais peut atteindre 52 km.
Sur la côte de la péninsule de Kertch se trouve, séparé de la mer Noire par une bande de terre, le lac Koyashskoye.

## Administration
Sur le plan administratif, la péninsule est partagée entre le raïon de Lénine et la ville de Kertch, principal centre urbain de la péninsule.

## Économie
La centrale nucléaire de Crimée devait être construite sur la péninsule de Kertch. Après la catastrophe de Tchernobyl en 1986, les travaux de la centrale furent abandonnés, une inspection ayant montré que le contexte géologique n'était pas assez sûr pour ce type d'installation. La ville de Chtchiolkino, qui devait accueillir le personnel de la centrale, fut néanmoins construite.
En février 2016, démarre la construction du pont de Crimée entre la péninsule de Kertch et la péninsule de Taman. Il relie la république de Crimée au kraï de Krasnodar depuis mai 2018 pour le tronçon routier et décembre 2019 pour le tronçon ferroviaire.

## Histoire
La péninsule fut attaquée par Erich von Manstein pendant la Seconde Guerre mondiale.

## Climat
| Mois                                        | jan.       | fév.       | mars       | avril     | mai       | juin      | jui.      | août      | sep.      | oct.      | nov.       | déc.       | année      |
| ------------------------------------------- | ---------- | ---------- | ---------- | --------- | --------- | --------- | --------- | --------- | --------- | --------- | ---------- | ---------- | ---------- |
| Température minimale moyenne (°C)           | −2         | −1,9       | 1,2        | 5,8       | 11,3      | 16,3      | 19,1      | 19,2      | 13,9      | 8,7       | 3,5        | 0,1        | 7,9        |
| Température moyenne (°C)                    | 0,7        | 1,1        | 4,7        | 10,1      | 16        | 21,2      | 24,1      | 24        | 18,6      | 12,6      | 6,6        | 2,8        | 11,9       |
| Température maximale moyenne (°C)           | 3,8        | 4,5        | 8,8        | 14,9      | 21        | 26        | 29        | 28,9      | 23,4      | 16,9      | 10,2       | 5,8        | 16,1       |
| Record de froid (°C) date du record         | −23,7 2006 | −23,1 1954 | −15,6 1985 | −6,5 1965 | −1,1 1971 | 2,8 1958  | 9,9 1993  | 7,5 1970  | 1 1956    | −5,4 1959 | −11,8 1999 | −17,6 1946 | −23,7 2006 |
| Record de chaleur (°C) date du record       | 15,6 2007  | 17,5 1995  | 23,4 1952  | 27,6 2012 | 30,6 2014 | 35,2 2018 | 37,9 2020 | 37,9 2017 | 35,5 2015 | 30,9 1999 | 23,2 2016  | 19,4 2008  | 37,9 2017  |
| Ensoleillement (h)                          | 61,9       | 91,6       | 142,4      | 190,8     | 278       | 299,7     | 339,3     | 310,3     | 242,5     | 170,4     | 91,3       | 56,5       | 2 274,7    |
| Précipitations (mm)                         | 38         | 29         | 33         | 29        | 31        | 53        | 33        | 41        | 35        | 31        | 39         | 37         | 429        |
| dont neige (cm)                             | 1          | 2          | 1          | 0         | 0         | 0         | 0         | 0         | 0         | 0         | 0          | 1          | 5          |
| Record de pluie en 24 h (mm) date du record | 26 1958    | 36 1955    | 23 1998    | 35 2015   | 100 1973  | 146 1945  | 109 1950  | 94 1999   | 99 2002   | 38 1992   | 45 1954    | 39 1990    | 146 1945   |
| Nombre de jours avec précipitations         | 10         | 9          | 11         | 11        | 9         | 10        | 6         | 6         | 8         | 9         | 11         | 11         | 111        |
| Humidité relative (%)                       | 85         | 84         | 80         | 76        | 73        | 71        | 67        | 67        | 71        | 77        | 83         | 85         | 77         |
| Nombre de jours avec neige                  | 8          | 8          | 5          | 0,2       | 0         | 0         | 0         | 0         | 0         | 0,1       | 2          | 7          | 30         |
| Nombre de jours d'orage                     | 0,1        | 0,1        | 0,1        | 1         | 2         | 6         | 5         | 5         | 4         | 1         | 0,3        | 0,1        | 25         |
| Nombre de jours avec brouillard             | 4          | 4          | 4          | 4         | 2         | 1         | 0,2       | 0,2       | 2         | 4         | 4          | 4          | 33         |

| Diagramme climatique                                  |           |          |           |          |          |          |            |            |           |           |          |
| J                                                     | F         | M        | A         | M        | J        | J        | A          | S          | O         | N         | D        |
| 3,8−238                                               | 4,5−1,929 | 8,81,233 | 14,95,829 | 2111,331 | 2616,353 | 2919,133 | 28,919,241 | 23,413,935 | 16,98,731 | 10,23,539 | 5,80,137 |
| Moyennes : • Temp. maxi et mini °C • Précipitation mm |           |          |           |          |          |          |            |            |           |           |          |